# Ludwig Rahlfs
Ludwig Rahlfs (* 1. Mai 1863 in Vilsen; † 2. Juli 1950 in Windsheim, Mittelfranken) war ein deutscher Komponist, Musikpädagoge und Lehrer. 1912 komponierte er die Melodie des weltweit bekannten Liedes Auf der Lüneburger Heide, dessen Text von Hermann Löns stammt. Dieses Lied fand Verwendung in den deutschen Heimatfilmen Grün ist die Heide, die 1951 und 1972 produziert wurden.

## Leben

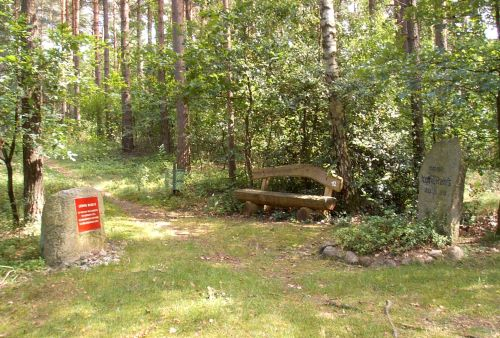
Ludwig Rahlfs Grab in Düshorn

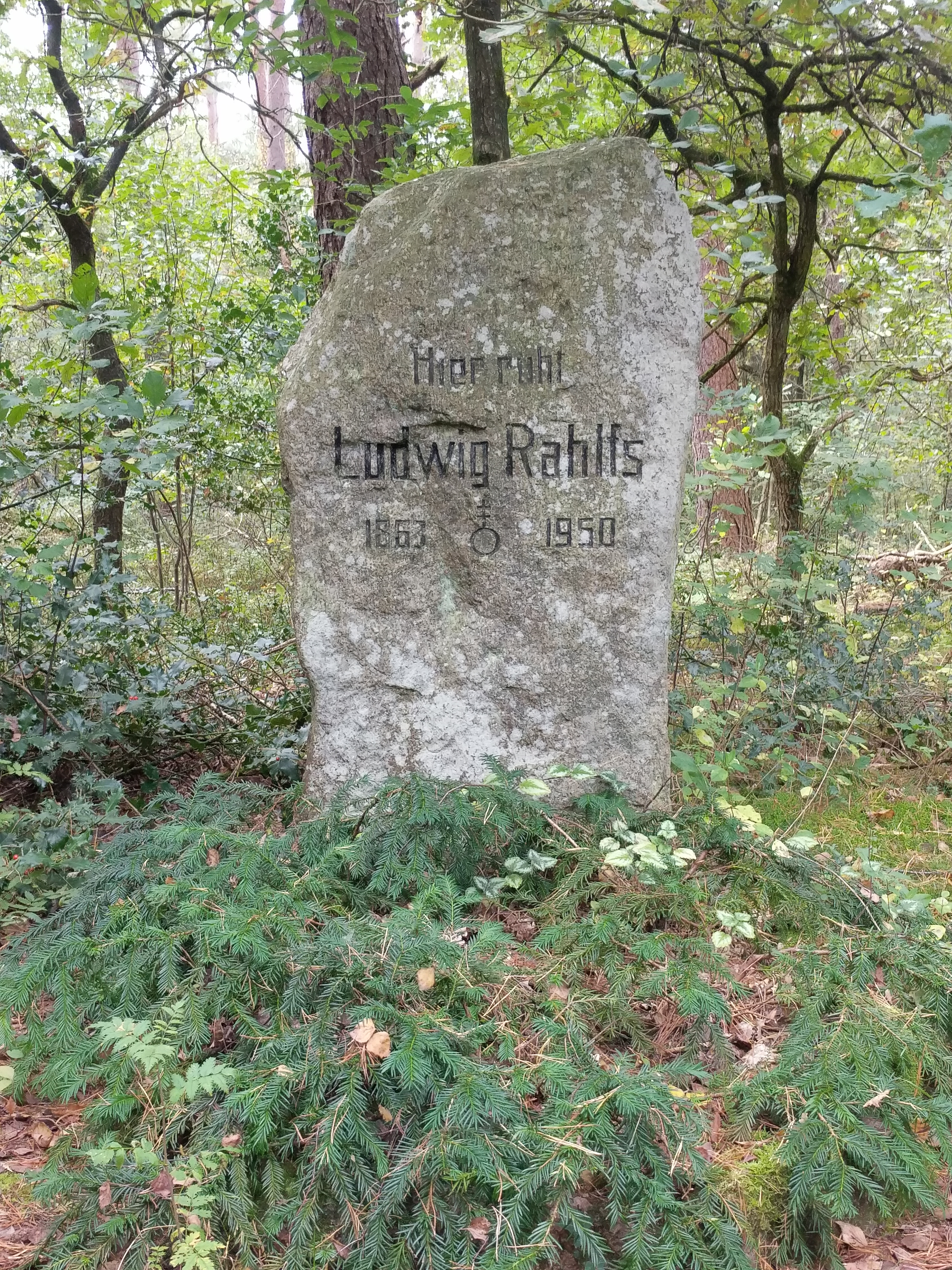
Ludwig Rahlfs Grab am südwestlichen Ortsrand von Düshorn

Rahlfs wurde 1863 in Vilsen als Sohn des Kantors und Lehrers Heinrich Rahlfs geboren. Dieser wurde 1867 in das niedersächsische Dorf Düshorn (heute Stadtteil von Walsrode) versetzt, so dass Ludwig seine Jugendjahre im dortigen großen Kantorhaus verbrachte.
Ludwig war von den elf Kindern das musikalischste. Im Alter von 7 Jahren erhielt er bei seinem Vater den ersten Musikunterricht im Klavier-, Geigen- und Flötenspiel. Seinen Vater konnte er schon mit 13 Jahren auf der Orgelbank vertreten.
Mit 7 Jahren brachte er seine erste Melodie zu Papier, und zwar als Vertonung eines Liedtextes von Klaus Groth. Im Alter von 10 Jahren vertonte er den Text Das Vaterhaus von F. Wiedemann. Die eigentliche Periode seiner Liedkompositionen, für die ihm Franz Schubert und besonders Friedrich Silcher die großen Vorbilder waren, begann nach seiner Seminaristenzeit um 1886.
1888 wurde er nach einer Ausbildung zum Lehrer in den Schuldienst übernommen. Neben seiner Tätigkeit als Lehrer an Mädchenschulen in Hannover war er als Gewerbelehrer für Zeichnen tätig. 1928 trat er als Rektor in den Ruhestand und lebte mit seiner Familie bis zur Zerstörung seines Wohnhauses 1943 in Hannover-Linden. Am 25. November 1945 zog er noch einmal in die Nähe seines geliebten Heimatdorfes in die Hannoversche Straße in Walsrode.
In Düshorn fand er 1950 seine letzte Ruhestätte.

## Werk
Rahlfs war ein sehr produktiver Komponist, der an einem Tag oft mehrere Liedsätze komponierte. Bisher wurden weit über 1200 Kompositionen aufgefunden, vor kurzem (ca. im Jahr 2000) 172 Manuskripte in Nordhausen. Davon waren 100 Lieder für eine Herausgabe vorgesehen; sie kam aber nach dem Zweiten Weltkrieg nicht mehr zustande. In den 1920er Jahren wurden allerdings nur etwa 160 Lieder gedruckt, unter anderem 50 Lieder aus Niedersachsen unter dem Titel Plattdeutscher Liederborn. Nach 1933 hatte man wohl kein Interesse an seinen Liedern; Rahlfs war kein Mitglied der Reichsmusikkammer. Im Krieg schuf Rahlfs eine Reihe von Soldatenliedern, die jedoch vermutlich wegen Papiermangels nicht veröffentlicht wurden. Von seinem Schaffen ist möglicherweise viel in jener Brandbombennacht 1943 untergegangen, von der auch sein Wohnhaus in Hannover nicht verschont wurde. Auch seine literarischen Arbeiten, die er in seinem Testament aufgeführt hat, sind verschollen.
Rahlfs war der erste, der die Gedichte des Kleinen Rosengarten von Hermann Löns vertonte und als Heft für Singstimme und Klavier herausgab. Später setzte er diese und viele andere seiner Lieder auch für Chorgesang um und sang diese mit Chören in Hannover, die er leitete.
- Fünfzig Lieder aus dem kleinen Rosengarten. (1916; Texte: Hermann Löns)
- 60 Lieder aus dem kleinen Rosengarten. (1925; Texte: Hermann Löns)

## Auszeichnungen / Ehrungen / Würdigungen
- 1943 Verleihung der Löns-Plakette durch die „Deutsche Hermann-Löns-Gesellschaft“; 1950 zum 2. Mal anlässlich seines 87. Geburtstages
- Die Grundschule in Düshorn erhielt 1973 den Namen „Ludwig-Rahlfs-Schule“.
- Im Eingangsbereich dieser Grundschule erinnert eine Dauerausstellung des örtlichen Museumsvereins an Ludwig Rahlfs.
- In Düshorn gibt es eine Ludwig-Rahlfs-Straße.